# Eleições parlamentares europeias de 1984 (Países Baixos)
As eleições parlamentares europeias de 1984 nos Países Baixos foram realizadas a 14 de junho para eleger os 25 assentos do país para o Parlamento Europeu.

## Resultados Oficiais
| Partido                 | Partido                                       | Votos      | %               | +/-   | Deputados | +/-     |
| ----------------------- | --------------------------------------------- | ---------- | --------------- | ----- | --------- | ------- |
|                         | Partido do Trabalho                           | 1 785 165  | 33,70 / 100,00  | 3,31  | 9 / 25    | Estável |
|                         | Apelo Democrata-Cristão                       | 1 590 218  | 30,02 / 100,00  | 5,58  | 8 / 25    | 2       |
|                         | Partido Popular para a Liberdade e Democracia | 1 002 685  | 18,93 / 100,00  | 2,79  | 5 / 25    | 1       |
|                         | Acordo Progressista Verde                     | 296 488    | 5,60 / 100,00   | 0,54  | 2 / 25    | 2       |
|                         | União Cristã-Aliança Política Reformada       | 275 786    | 5,21 / 100,00   | 1,88  | 1 / 25    | 1       |
|                         | Partido do Centro                             | 134 877    | 2,55 / 100,00   | Novo  | 0 / 25    | Novo    |
|                         | Democratas 66                                 | 120 826    | 2,28 / 100,00   | 6,75  | 0 / 25    | 2       |
|                         | Os Verdes                                     | 67 413     | 1,27 / 100,00   | Novo  | 0 / 25    | Novo    |
|                         | Outros                                        | 23 291     | 0,44 / 100,00   |       | 0 / 25    |         |
| Votos Inválidos         | Votos Inválidos                               | 37 833     | 0,71 / 100,00   | 0,13  |           |         |
| Total                   | Total                                         | 5 334 582  | 100,00 / 100,00 |       | 25 / 25   |         |
| Eleitorado/Participação | Eleitorado/Participação                       | 10 485 014 | 50,88 / 100,00  | 7,24  |           |         |
| Fonte                   | Fonte                                         | [ 1 ]      | [ 1 ]           | [ 1 ] | [ 1 ]     | [ 1 ]   |